# 前87年
| 千纪： | 前1千纪 |
| 世纪： | 前2世纪 \| 前1世纪 \| 1世纪                                                                                |
| 年代： | 前110年代 \| 前100年代 \| 前90年代 \| 前80年代 \| 前70年代 \| 前60年代 \| 前50年代                         |
| 年份： | 前92年 \| 前91年 \| 前90年 \| 前89年 \| 前88年 \| 前87年 \| 前86年 \| 前85年 \| 前84年 \| 前83年 \| 前82年 |
| 纪年： | 西汉後元二年                                                                                               |

## 大事记
- 中国
  - 汉武帝刘彻病逝，汉昭帝刘弗陵即位

## 出生
- 霍成君，霍光幼女。漢宣帝第二任皇后，後被廢。

## 逝世
- 3月29日 - 漢武帝劉徹
- 李延年，西漢音樂家。